# Liste der Bodendenkmale in Norstedt
In der Liste der Bodendenkmale in Norstedt sind die Bodendenkmale der Gemeinde Norstedt nach dem Stand der Bodendenkmalliste des Archäologischen Landesamts Schleswig-Holstein von 2016 aufgelistet.
| Denkmal-ID           | Befundart           | Bezeichnung                 | Zeitstellung                 | Lage | Bemerkungen | Bild |
| -------------------- | ------------------- | --------------------------- | ---------------------------- | ---- | ----------- | ---- |
| aKD-ALSH-Nr. 001 191 | Grabmal > Grabhügel | Grabhügel                   | Vor- und/oder Frühgeschichte |      |             |      |
| aKD-ALSH-Nr. 001 476 | Grabmal > Grabhügel | Grabhügel                   | Vor- und/oder Frühgeschichte |      |             |      |
| aKD-ALSH-Nr. 001 477 | Grabmal > Grabhügel | Grabhügel                   | Vor- und/oder Frühgeschichte |      |             |      |
| aKD-ALSH-Nr. 001 478 | Grabmal > Grabhügel | Grabhügel                   | Vor- und/oder Frühgeschichte |      |             |      |
| aKD-ALSH-Nr. 001 479 | Grabmal > Grabhügel | Grabhügel                   | Vor- und/oder Frühgeschichte |      |             |      |
| aKD-ALSH-Nr. 001 480 | Altweg, Hafen       | Weg/Furt/Wasserstraße/Hafen | Vor- und Frühgeschichte      |      |             |      |
| aKD-ALSH-Nr. 001 481 | Grabmal > Grabhügel | Grabhügel                   | Vor- und/oder Frühgeschichte |      |             |      |